# Municipi de Dragør
El municipi de Dragør és un petit municipi danès situat al sud de l'illa d'Amager, al nord-est de l'illa de Sjælland, a l'estret d'Øresund. El municipi forma part de la perifèria de Copenhaguen, abastant una superfície de 18 km². Amb la Reforma Municipal Danesa del 2007 va passar a formar part de la Regió de Hovedstaden, però no va ser afectat territorialment. Una part de l'Aeroport de Copenhaguen és al municipi.

## Consell municipal
Resultats de les eleccions del 18 de novembre del 2009:
| Partit                      | vots | % vots |
| --------------------------- | ---- | ------ |
| Socialdemokratiet           | 1671 | 22,4   |
| Det Radikale Venstre        | 208  | 2,8    |
| Det Konservative Folkeparti | 1485 | 19,9   |
| Socialistisk Folkeparti     | 537  | 7,2    |
| Dansk Folkeparti            | 686  | 9,2    |
| Tværpolitisk Liste          | 1591 | 21,3   |
| Venstre                     | 1275 | 17,1   |

### Alcaldes
| Alcalde     | Període               | Partit            |
| ----------- | --------------------- | ----------------- |
| Allan Holst | 1-1-2007 a 31-12-2009 | Socialdemokratiet |
|             | 1-1-2010 a 31-12-2013 |                   |